# Metzeler
Metzeler AG è un'azienda tedesca fondata nel 1863 da Robert Friedrich Metzeler.

## La storia

### 1863–1900 fondazione

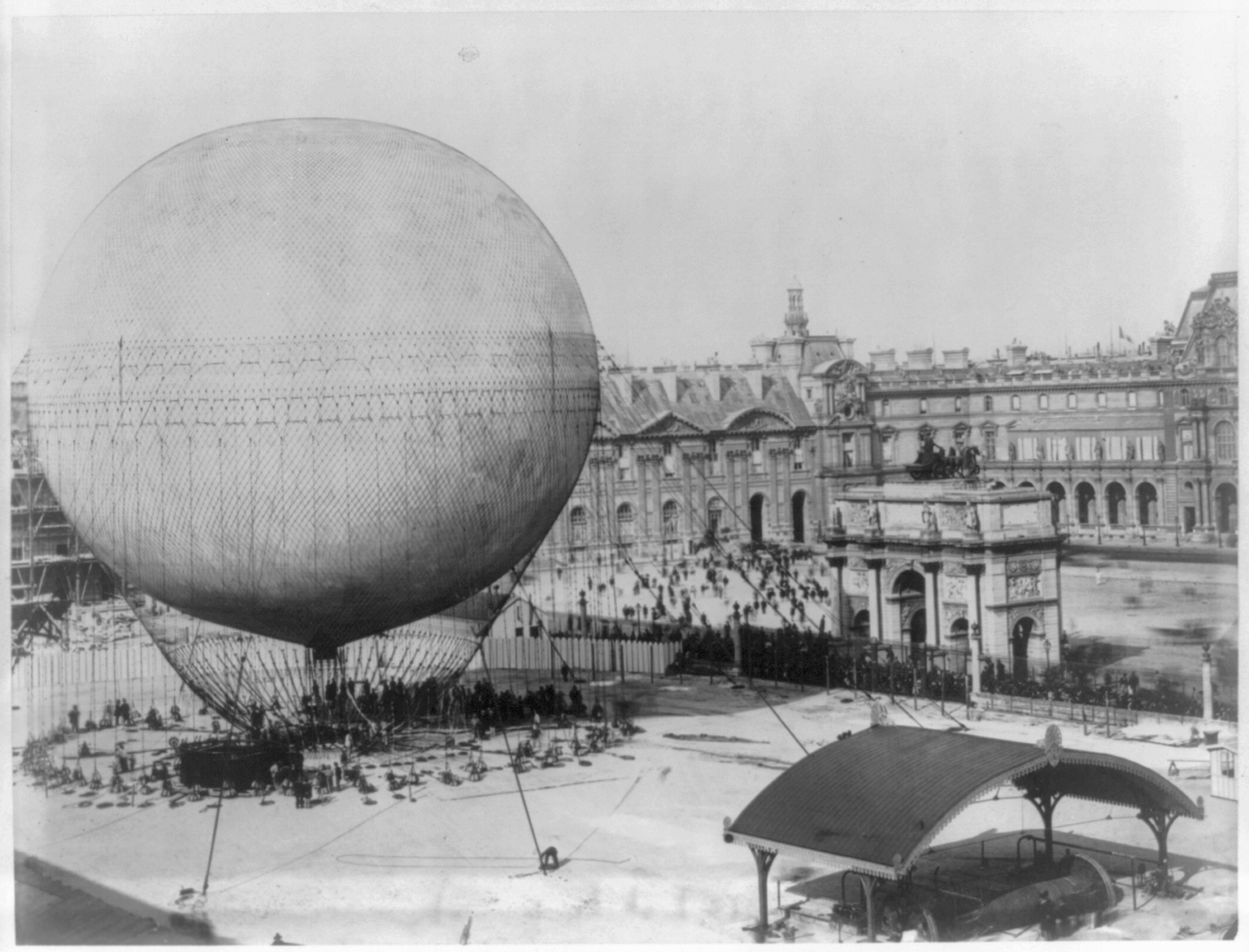
Pallone aerostatico Metzeler all'esposizione universale di Parigi del 1878

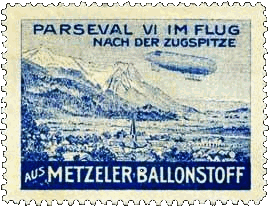
Francobollo con dirigibile Parseval VI (1910)

La storia di Metzeler comincia nel 1863 quando Robert Friedrich Metzeler apre a Monaco di Baviera una rivendita di gomma e merci elastiche. Passa qualche anno e l'azienda passa dalla vendita alla produzione con l'apertura della prima fabbrica per prodotti in gomma a Schwanthalerstrasse. I prodotti, realizzati grazie a un esclusivo sistema di lavorazione della gomma indiana, sono i più disparati e spaziano dal trasporto aereo, agli pneumatici per l'industria della bicicletta, della motocicletta e dell'automobile.

### 1901–1975 Aktiengesellschaft
Nel 1901 l'azienda si trasforma in società per azioni come AG Metzeler & Co, denominazione trasformata nel 1933 in Metzeler Gummiwerke AG e nel 1965 in Metzeler AG.
È il 1933 quando Metzeler costruisce il primo pneumatico con la nuova gomma sintetica buna.
Terminata la seconda guerra mondiale, la fabbrica, distrutta durante il conflitto, viene ricostruita e ricomincia subito la produzione.
Subito prima della crisi del biennio 78/79 che porta Metzeler a cambiare il proprio assetto societario, cominciando a produrre solamente pneumatici per motocicli, viene lanciato il primo pneumatico senza camera d’aria motociclistico in Europa.

### 1974–1987 Liquidazione Metzeler AG, scorporo

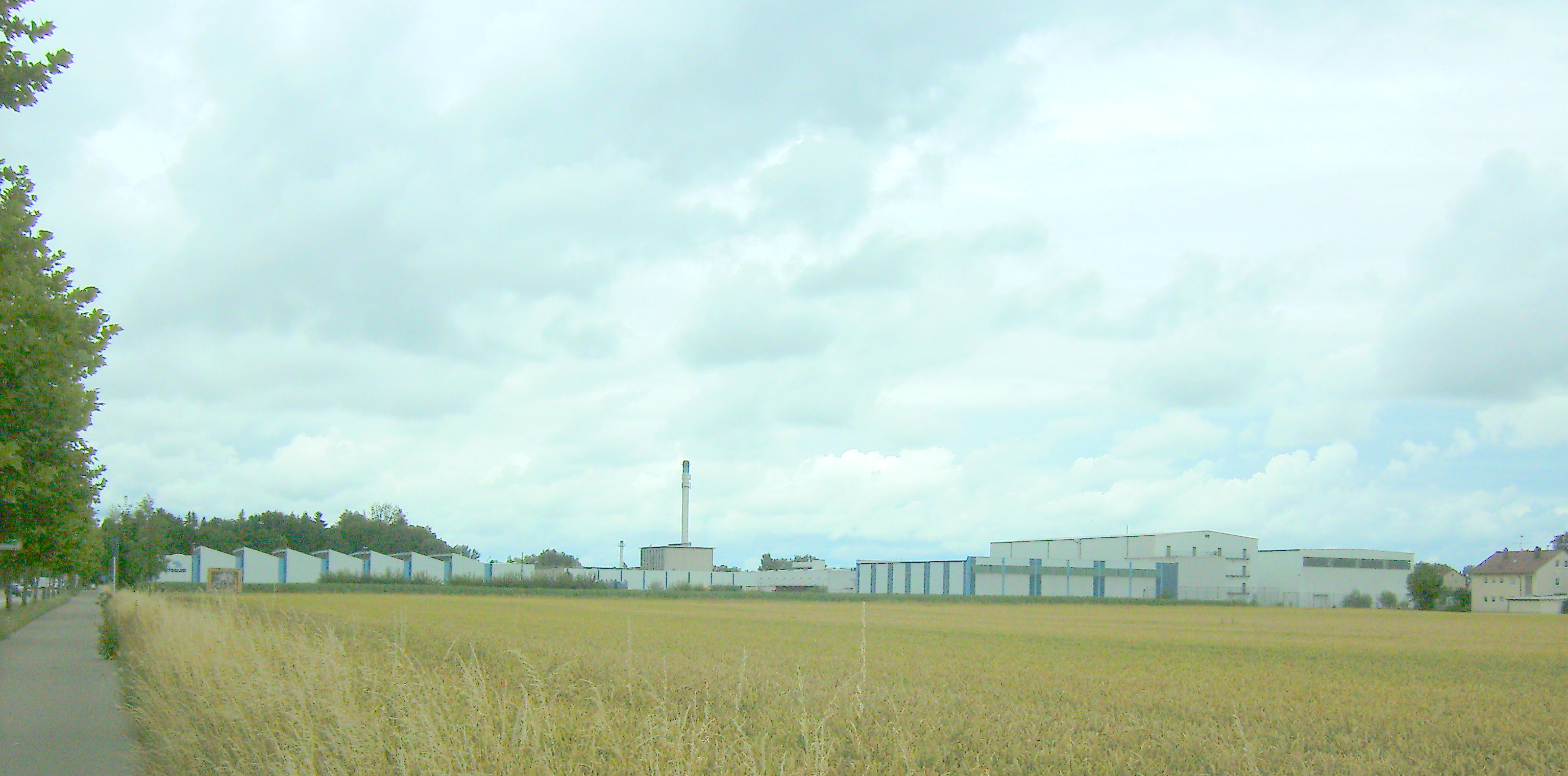
Fabbrica Metzeler a Memmingen

La Metzeler Kautschuk GmbH, una delle tre divisioni create da Bayer AG negli anni settanta, entra a far parte del Gruppo Pirelli nel 1986, focalizzandosi solamente sullo sviluppo di pneumatici per motociclette. Nel corso degli anni sono vari i brevetti esclusivi su tecnologie e prodotti destinati alle competizioni o all'utilizzo stradale.

## L'elefante come simbolo
La prima volta che un elefante appare nella storia della società risale al Salone dell'automobile di Berlino del 1906: Metzeler voleva dimostrare la qualità dei suoi prodotti proprio con l'aiuto di un elefante che ha cercato invano di calpestare uno pneumatico. Risale al 21 agosto 1951 la registrazione del marchio presso l'ufficio Marchi e Brevetti tedesco (AZ: 30.744.593,3).

## Lo sport
Il legame tra Metzeler e lo sport è forte. Risale al 1925 il primo successo internazionale con R. Reich che vince il Premio "Big Solitude" su una BMW 500. Nel corso degli anni sono arrivati 26 successi nelle varie classi del Campionato del Mondo di Enduro, varie vittorie alla Sei giorni di Enduro, e nel Superenduro.
Oltre all'enduro, l'impegno di Metzeler è profuso nelle corse su strada (North West 200, Tourist Trophy, Ulster Grand Prix ecc) dove supporta ufficialmente alcuni tra i migliori team e piloti, tra cui Ian Hutchinson, Guy Martin, Gary Johnson, Dean Harrison, James Hillier e Ivan Lintin.